# Národní park Yoho
Národní park Yoho, jehož název pochází z jazyka kmene Cree a znamená úctu nebo také bázeň, se nachází na západní straně kanadských Skalnatých hor v provincii Britská Kolumbie. Na východě hraničí s národním parkem Banff. Hranici mezi parky tvoří hranice mezi provinciemi Britská Kolumbie a Alberta. Na jihu pak sousedí s národním parkem Kootenay. Společně se třemi provincionálními parky, Hamber, Mount Assiniboine a Mount Robson a národními parky Kootenay, Banff a Jasper tvoří Světové přírodní dědictví parků kanadských Skalnatých hor, za které byly prohlášeny organizací UNESCO v roce 1984.

## Historie

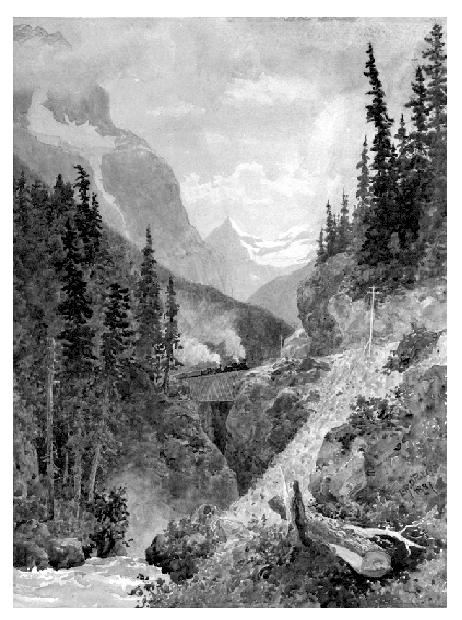
Malba průsmyku Kicking Horse Pass z roku 1887

Národní park Yoho byl založen v roce 1886 a je společně s Národním parkem Glacier, který byl založen ve stejný den, druhým nejstarším národním parkem v Kanadě. Rozvoj oblasti je neodmyslitelně spojen s Canadian Pacific Railway, železnicí, která protíná Kanadu od západního pobřeží k východnímu. Právě na území parku protíná železnice své nejvyšší místo – průsmyk Kicking Horse Pass, který se nachází ve výšce 1627 metrů. Než se vlak do takové výšky dostal, musel překonat obrovské stoupání zvané Field Hill, které dosahovalo až 4,5 %, a bylo tak nejprudším stoupáním na hlavní železniční trase v Severní Americe. Tento úsek byl dostavěn v roce 1884. V roce 1909 se pak vedení železnice po několika nehodách rozhodlo postavit místo přímé trasy tunely ve tvaru spirály, které dokázaly rozmělnit stoupání na přijatelných 2,2 %. V roce 1962 průsmyk Kicking Horse Pass a i celý park proťala také Transkanadská dálnice.

## Field
Je městečko o zhruba 300 obyvatelích nacházející se na železnici v údolí řeky Kicking Horse. Bylo vybudováno při stavbě železnice v roce 1884 a dostalo název po americkém podnikateli Cyrusi West Fieldovi, který se zasloužil o první telegrafní spojení mezi Evropou a Amerikou a který město před tím navštívil ve speciálním vlaku. Původně měl Field úlohu stanice pro lokomotivy, které pomáhaly při překonávání velkého stoupání do průsmyku Kicking Horse Pass, dnes je to centrum celého parku, kde se nachází návštěvnické centrum a několik hotýlků a hostelů.

## Zajímavá místa
V parku se nachází 28 vrcholů vyšších než 3000 metrů a 400 km turistických stezek. Pravděpodobně největší atrakcí parku jsou vodopády Takakkaw (název opět pochází z jazyka Cree a znamená „je to nádherné“), které jsou se svojí celkovou výškou 384 metrů (samotný volný pád má 254 m) druhými nejvyššími v Kanadě. Menší, ale o to mohutnější jsou vodopády Wapta, které se nacházejí na řece Kicking Horse. Na výšku mají 30 metrů, ale na šířku 152 m, takže připomínají Niagarské vodopády. Vyhlášenými jsou také jezera Emerald a O'Hara, přičemž to druhé je dostupné pouze pěšky nebo autobusovou dopravou. Kousek od jezera Emerald se nachází Přírodní most, kde si řeka našla cestu skrz stěnu. V parku se nalézá několik ledovců, z nichž nejznámějším je pravděpodobně Yoho Glacier. Atrakcí je i samotná železnice a to především její spirálovité tunely.

## Galerie

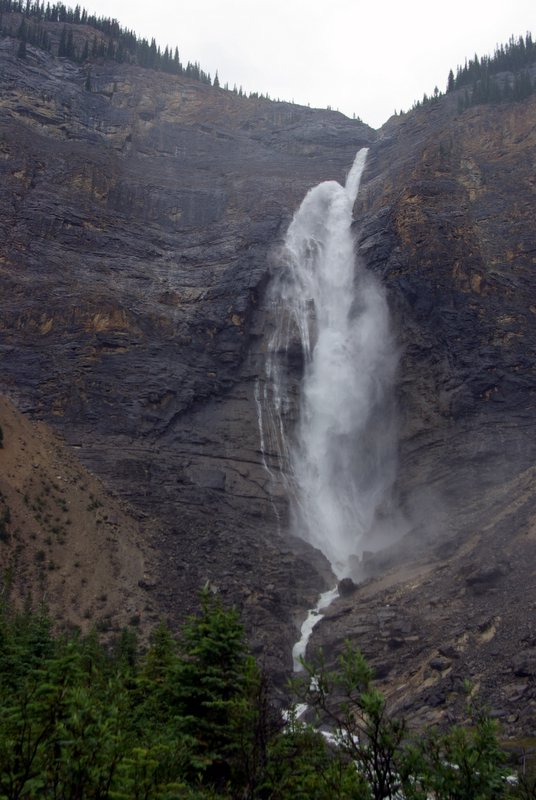
Vodopády Takakkaw
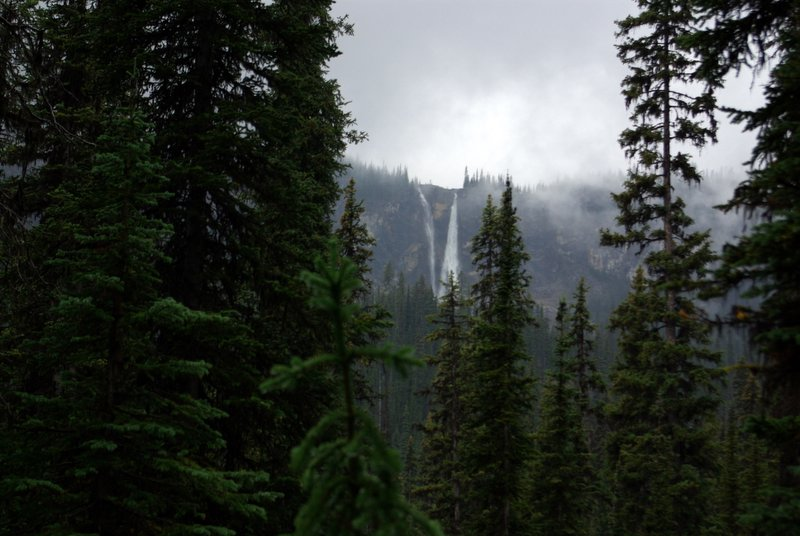
Twin Falls
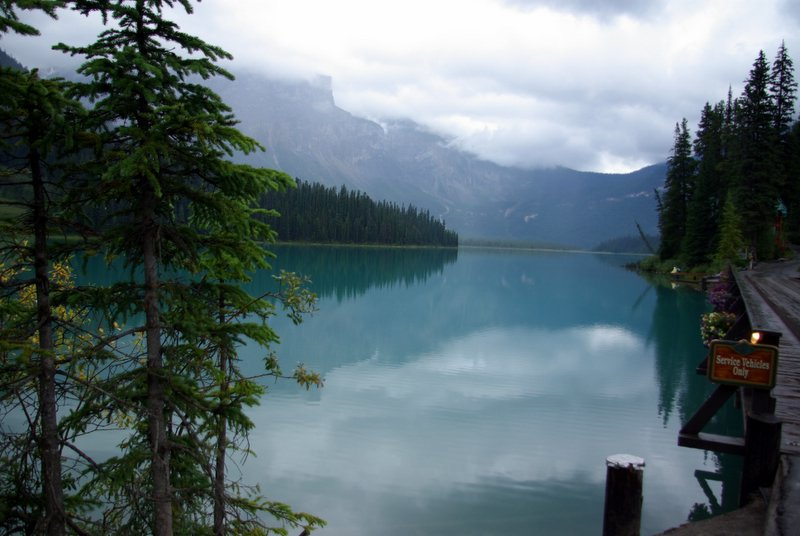
Jezero Emerald
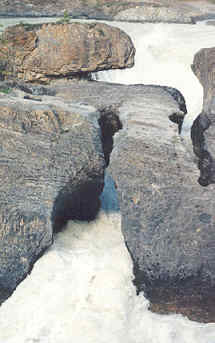
Přírodní most
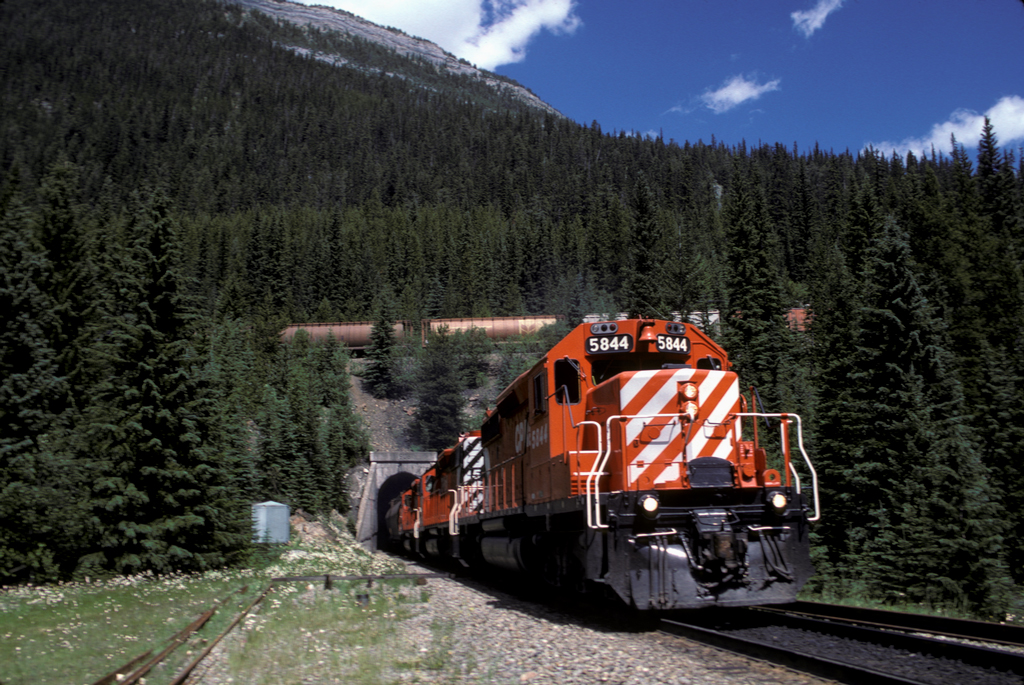
Spirálovitý tunel